# Kosakenfriedhof (Sankt Petersburg)
Der Kosakenfriedhof (russisch Казачье кладбище / Kasatschje kladbischtsche, wiss. Transliteration Kazač'e kladbišče), auch bekannt als Kommunistischer Platz (Kommunisticheskaya Ploshchadka) oder Innerer Friedhof der Alexander-Newski-Lawra, ist ein historischer Friedhof im Zentrum von Sankt Petersburg, der zum architektonischen Ensemble des Alexander-Newski-Klosters gehört. Er ist einer der vier Friedhöfe in dem Klosterkomplex.

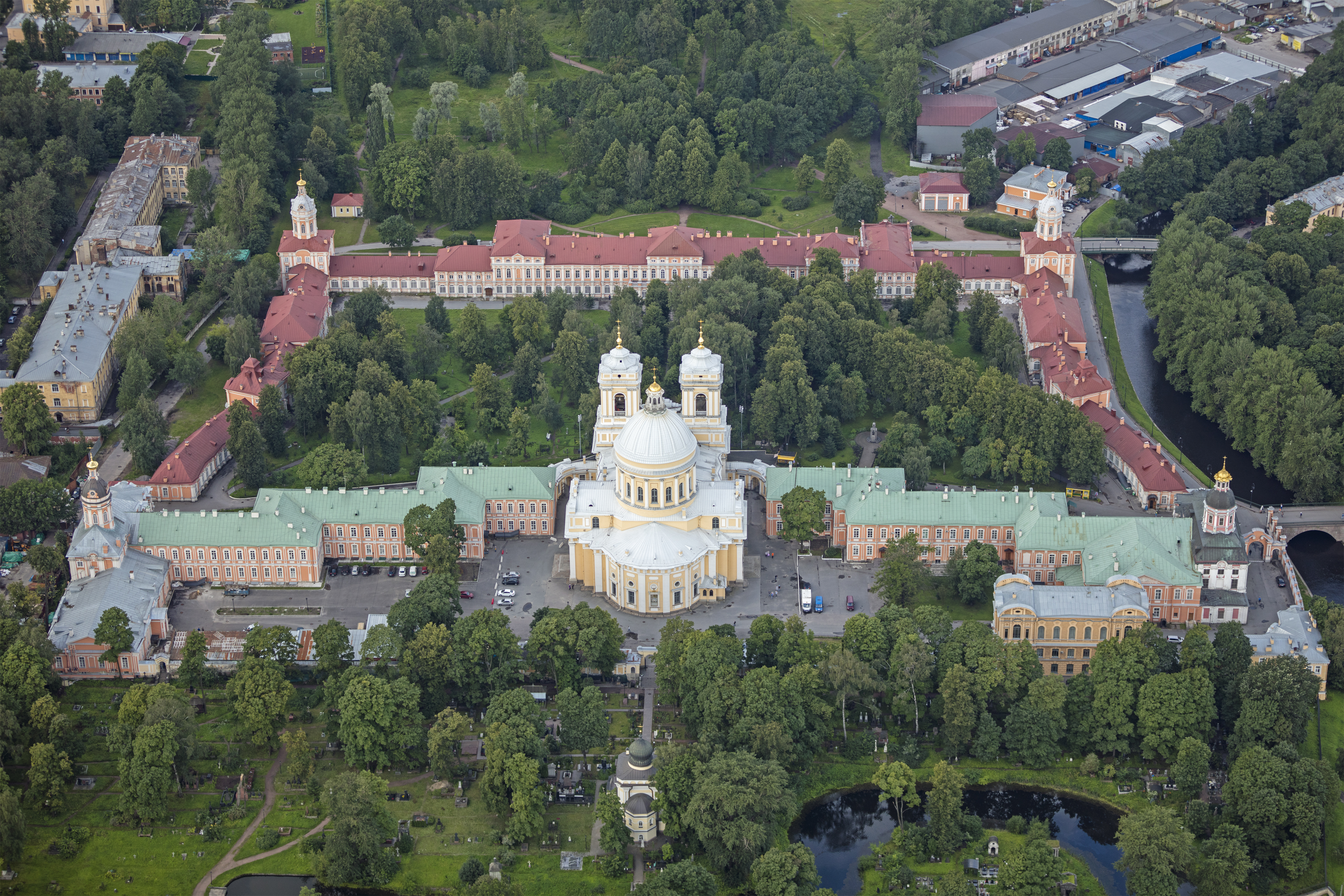
Alexander-Newski-Kloster mit der Dreifaltigkeitskathedrale (Luftaufnahme)

## Geschichte
Früher befand sich auf dem Kosakenfriedhof der Alexander-Newski-Klosteranlage ein Parterregarten, der die Dreifaltigkeitskathedrale vom Haus des Metropoliten trennte.
Die ersten Beerdigungen an diesem Ort fanden im Juli 1917 statt, als Kosaken, die bei der Auflösung der bolschewistischen Demonstration gestorben waren, vor dem Portal der Dreifaltigkeitskathedrale beigesetzt wurden. Aus diesem Grund wurde der Friedhof zunächst Kosakenfriedhof genannt.
In den 1920er und 1930er Jahren wurden viele Teilnehmer der revolutionären Bewegung, des Bürgerkriegs, (atheistische) Mitglieder der Kommunistischen Partei, Sicherheitsbeamte und Polizisten auf dem Friedhof begraben. Aus diesem Grund entstand der neue Name des Friedhofs – Kommunistischer Platz. In den 1930er Jahren erlangte der Friedhof einen Statuscharakter.
1930 wurden die Bestattungen auf dem Kommunistischen Platz eingestellt; sie wurden während des Großen Vaterländischen Krieges wieder aufgenommen: Teilnehmer der Schlacht um Leningrad wurden hier beigesetzt - sowohl zivile als auch militärische (die Generäle A. I. Schmai, B. O. Galstjan, I. F. Nikolajew, A. Je. Fedjunin, die Admirale W. P. Drosd, N. I. Suikow, Ju. F. Rall, die Helden der Sowjetunion N. A. Koslow, P. A. Piljutow, M. N. Plotkin).
Auch in den Nachkriegsjahrzehnten fanden dort weiterhin Bestattungen statt, die letzte Beisetzung in einem Sarg erfolgte 1970, danach gab es nur noch Umbettungen von Urnen mit Asche (auch unkontrolliert).
Die Grabsteine des Friedhofs zeichnen sich durch eine große architektonische Vielfalt aus.
Im Jahr 2005 wurde auf dem Friedhof das Denkmal Triumph der Orthodoxie eingeweiht, das zum Gedenken an all jene errichtet wurde, die sich für den orthodoxen Glauben geopfert haben.
Im Jahr 2009 wurde der Friedhof in Kosakenfriedhof umbenannt.

## Auf dem Friedhof begrabene Persönlichkeiten
- German Alexandrowitsch Albrecht
- Michail Iwanowitsch Astwazaturow
- Fjodor Stepanowitsch Aweritschkin
- Michail Jakowlewitsch Bassow
- Wladimir Wiljamowitsch Berenschtam
- Mussa-Bek Chadschi-Kassumow
- Walentin Petrowitsch Drosd
- Andrei Jegorowitsch Fedjunin
- Sergei Petrowitsch Fjodorow
- Beniamin Oganessowitsch Galstjan
- Iwan Iwanowitsch Grekow
- Gleb Alexandrowitsch Iwaschenzow
- Juri Nikolajewitsch Kapkow
- Nikolai Andrejewitsch Koslow
- Alexei Grigorjewitsch Lapkin
- Boris Wassiljewitsch Legran (1884–1936), sowjetischer Diplomat
- Slata Ionowna Lilina
- Nikolai Jakowlewitsch Marr (1865–1934), georgisch-russischer Sprachwissenschaftler und Orientalist
- Michail Alexandrowitsch Nefjodow
- Iwan Fjodorowitsch Nikolajew
- Wiktor Alexejewitsch
- Pjotr Andrejewitsch Piljutow
- Michail Nikolajewitsch Plotkin
- Eino Abramowitsch Rachja (1885–1936), finnischer und russischer Kommunist und Revolutionär
- Juri Fjodorowitsch Rall
- Panteleimon Alexandrowitsch Saizew
- Awrami Iossifowitsch Schmai-Kreizberg
- Wassili Iwanowitsch Schwezow (1898–1958), sowjetischer Generaloberst
- Alexander Pawlowitsch Selenoi
- Alexander Alexandrowitsch Smirnskij
- Andrian Grigorjewitsch Sossimow
- Iwan Georgijewitsch Subkow
- Nikolai Iwanowitsch Suikow (1901–1942), sowjetischer Konteradmiral
- Wsewolod Bronislawowitsch Tomaschewskij
- Pawel Wassiljewitsch Tschudinow

Quelle